# Grindal Island
Grindal Island är en ö i Australien. Den ligger i delstaten South Australia, omkring 230 kilometer väster om delstatshuvudstaden Adelaide. Arean är 0,91 kvadratkilometer. Den sträcker sig 1,6 kilometer i nord-sydlig riktning, och 1,1 kilometer i öst-västlig riktning.
Genomsnittlig årsnederbörd är 527 millimeter. Den regnigaste månaden är juni, med i genomsnitt 104 mm nederbörd, och den torraste är oktober, med 16 mm nederbörd.